# Personatge amb fruitera
Personatge amb fruitera és un oli sobre tela de 100 × 70,2 cm pintat per Pablo Picasso a Barcelona l'any 1917 i dipositat al Museu Picasso de Barcelona.

## Context històric i artístic
L'any 1917 representa la consolidació de la confluència de dos estils en l'obra de Pablo Picasso: el cubista i el naturalista. Personatge amb fruitera n'és un clar exponent, perquè l'artista introdueix de nou dins la composició de ritmes geomètrics fragments figuratius (en aquest cas, la mà que serra la forquilla i el ganivet).
El personatge s'acosta a les estructures que empra en les figures dels anys 1915 i 1916, treballades amb una gran puresa de formes i amb colors llisos i freds que mostren un cert viratge cap a l'abstracció, abstracció que en Picasso sempre és figurativa.

## Descripció
L'artista aconsegueix en aquesta obra una composició magistral, a través d'uns escassos plans de ritmes creixents que defineixen el cos i que culminen amb la cara, que compensa amb un quadrat gris on situa l'ull negre. Els braços, ben definits i fets amb marcades ondulacions, equilibren la composició. L'esquerre, vermell i perfilat amb un traç negre gruixut, contrasta amb la severitat cromàtica del conjunt de l'obra, de la qual també escapa la natura morta que hi ha en primer pla. La superposició de plans i les ondulacions que configuren aquest personatge són les mateixes que l'artista empra a Dona en una butaca i, sobretot, a Home assegut de la col·lecció del Museu Picasso de Barcelona.
La fruitera blanca plena de fruita presenta una estructuració de plans més matisada, que Picasso recrea en un oli de petit format.
Fou donat per l'artista al Museu Picasso de Barcelona l'any 1970.